# Eriocnemis
Eriocnemis là một chi chim trong họ Trochilidae.

## Các loài
- Eriocnemis nigrivestis.
- Eriocnemis isabellae.
- Eriocnemis vestita.
- Eriocnemis derbyi.
- Eriocnemis godini.
- Eriocnemis cupreoventris.
- Eriocnemis luciani.
- Eriocnemis mosquera.
- Eriocnemis glaucopoides.
- Eriocnemis mirabilis.
- Eriocnemis aline.